# Sporting Club de Gagnoa
L'Sporting Club de Gagnoa és un club de futbol ivorià de la ciutat de Gagnoa.

## Palmarès
- Lliga ivoriana de futbol:[3]
  - 1976
- Copa Houphouët-Boigny:[4]
  - 1976, 1978